# Abdulaziz Mohamed
Abdulaziz Ali Mohamed (12 dicembre 1965) è un ex calciatore emiratino, di ruolo attaccante.